# Diano San Pietro
Diano San Pietro est une commune italienne de la province d'Imperia, dans la région Ligurie.

## Administration
| Période                                  | Période | Identité | Étiquette | Qualité |
| ---------------------------------------- | ------- | -------- | --------- | ------- |
|                                          |         |          |           |         |
| Les données manquantes sont à compléter. |         |          |           |         |

### Communes limitrophes
Diano Arentino, Diano Castello, San Bartolomeo al Mare, Stellanello, Villa Faraldi.